# Honda CBR1100XX
Honda CBR1100XX (или Super Blackbird) — мотоцикл, производившийся японской компанией «Honda» в 1996—2007 годах. До 1999 года считался самым быстрым мотоциклом в мире.

## История
В 1990—1995 годах самым быстрым серийным мотоциклом в мире был Kawasaki Ninja ZX-11. Конструкторы фирмы «Honda» задались идеей побить его рекорд скорости. Так в 1996 году появился Honda CBR1100XX. «Blackbird» («Чёрный дрозд») в альтернативном названии мотоцикла является отсылкой к сверхзвуковому разведчику ВВС США Lockheed SR-71. Мотоцикл развивал максимальную скорость 287,3 км/ч. До появления в 1999 году Suzuki Hayabusa с максимальной скоростью 312 км/ч мотоцикл считался самым быстрым в мире.

## Технические характеристики
- Двигатель — четырёхцилиндровый рядный с жидкостным охлаждением
- Диаметр цилиндра (мм) — 79
- Степень сжатия — 11:1
- Ход поршня (мм) — 58
- Объём двигателя (см³) — 1137
- Мощность (л. с.) — 152 (1996—1998 г. в. — 164 л. с.)
- Максимальный крутящий момент — 119 Н·м при 7300 об./мин
- Максимальная скорость (км/ч) — 290
- Топливо — бензин
- Число передач — 6
- Привод — цепной
- Тормоза задние (мм) — 256 (дисковые)
- Тормоза передние (мм) — 310 (двойные дисковые)

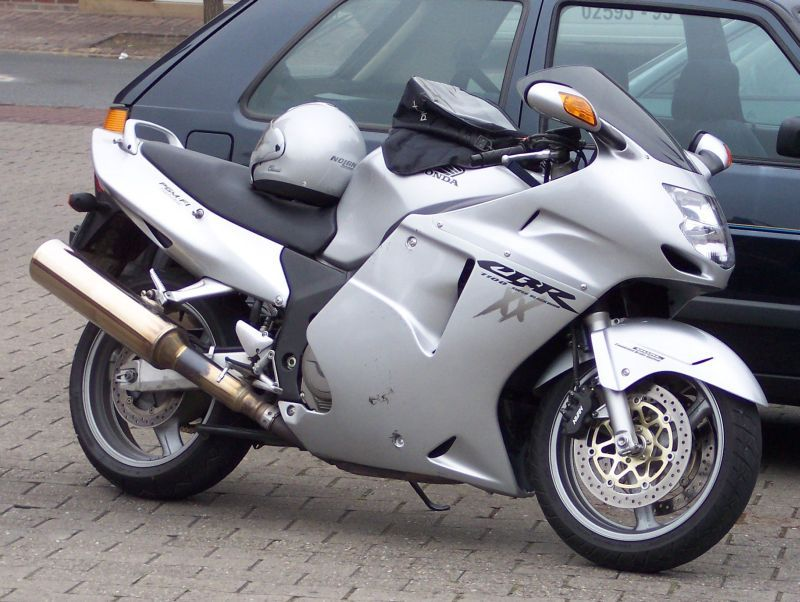
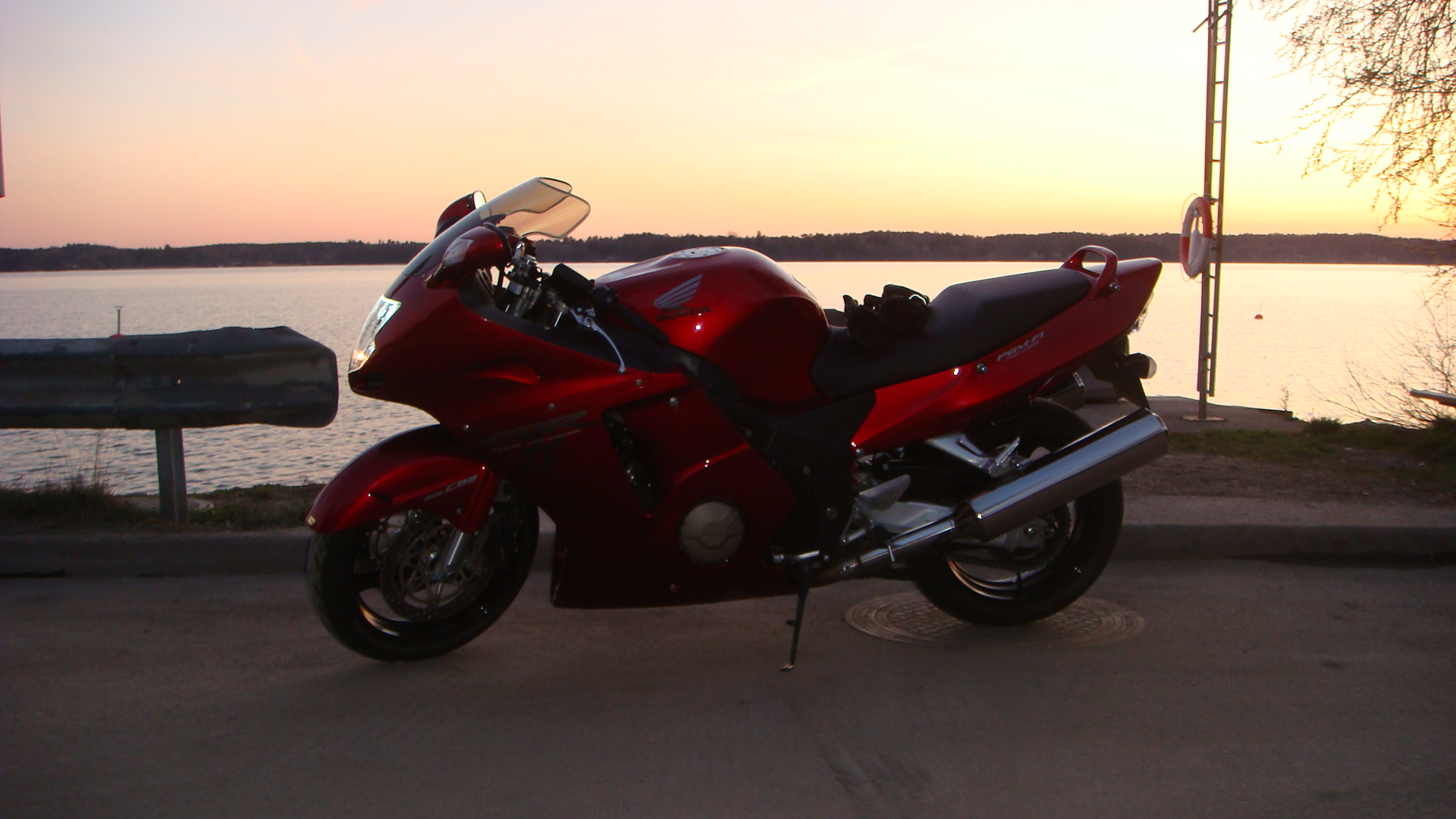
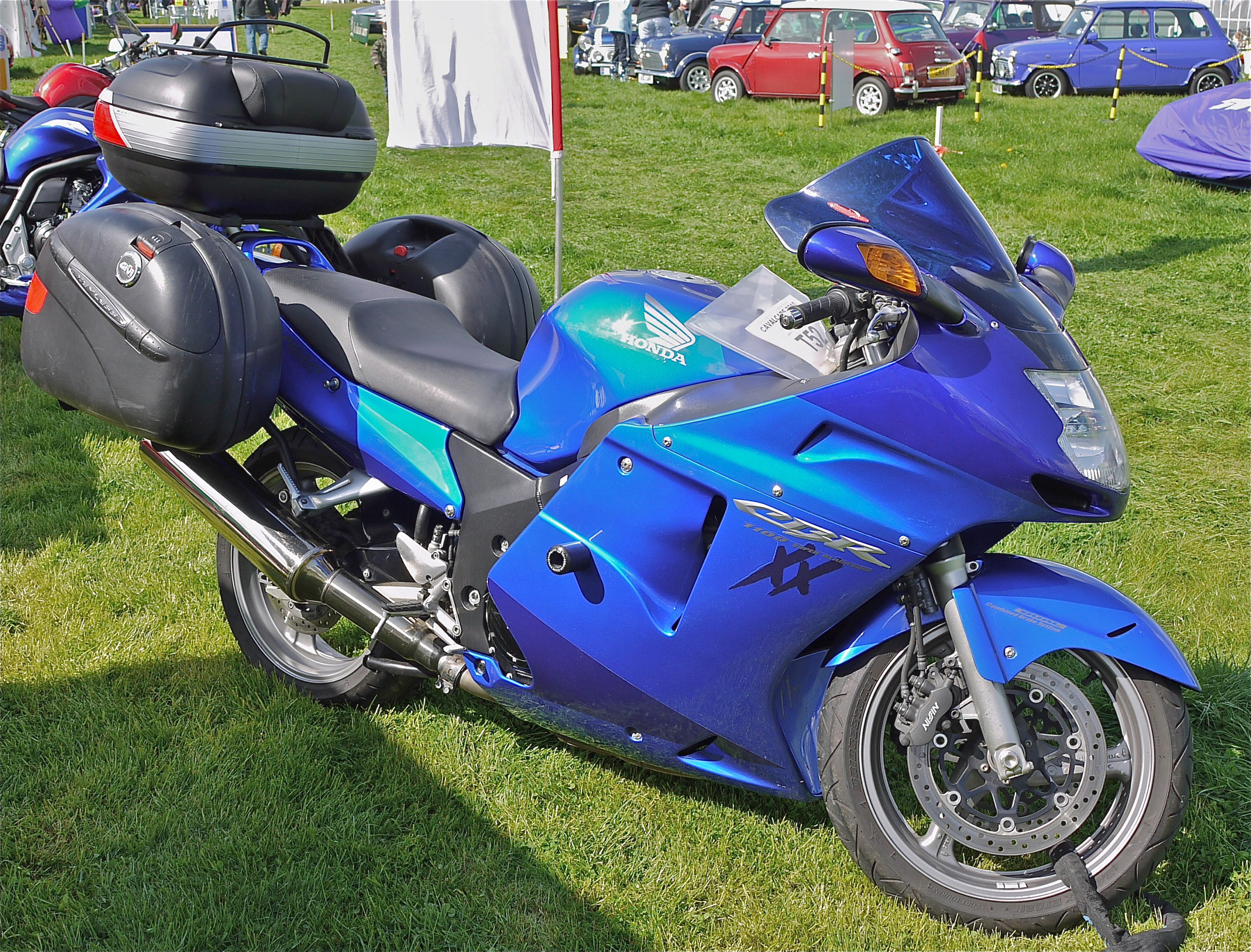

- Колесная база (мм) — 1490
- Шина передняя — 120/70 ZR 17
- Шина задняя — 180/55 ZR 17
- Габариты (мм) — 2160×720×1170
- Высота сиденья (мм) — 795
- Снаряженная масса (кг) — 259
- Объём бака (л) — 23